# آلتینولوک
آلتینولوک (به ترکی استانبولی: Altınoluk) شهری است در کشور ترکیه که در استان بالیکسیر واقع شده‌است. جمعیت این شهر بر اساس سرشماری سال ۲۰۰۸ میلادی ۱۳٬۳۶۵ نفر و بر اساس برآوردهای سال ۲۰۰۹ میلادی ۱۵٬۰۸۹ نفر می‌باشد.